# Мирианашвили, Белла
Белла Мирианашвили (груз. ბელა მირიანაშვილი; 1 апреля 1938, Тбилиси, Грузинская ССР, СССР — 28 августа 1992, Тбилиси, Грузия) — грузинская актриса. Заслуженная артистка Грузинской ССР (1976 г.).

## Биография
Родилась 1 апреля 1938 года в Тбилиси. Училась в хореографическом училище при Тбилисском государственном театре оперы и балета (1952—1956) и на актёрском факультете Грузинского государственного театрального института им. Шота Руставели (окончила в 1960 году).
Ещё студенткой института начала сниматься в кино и играть на сцене Государственного театра им. Шота Руставели. В 1960-е годы была одной из ведущих актрис театра, среди ролей — Корделия («Король Лир»), Хелен Келлер («Сотворившая чудо»), Маленький принц, Лаура («Стеклянный зверинец»), Мзия («Чинчрака» Г. Нахуцришвили) и др.
«Все работы Беллы Мирианашвили (включая роли в кино) — это акварельные эскизы, изящные, светлые, чистые. Все ее герои — добрые, ласковые и стремятся сделать так, чтобы людям было лучше жить на земле» (М. И. Туманишвили).
В конце 1960-х годов завершила карьеру актрисы из-за тяжёлой болезни.
С 1974 года работала ассистентом режиссёра Роберта Стуруа.
Умерла 28 августа 1992 года после тяжелой продолжительной болезни. Похоронена в Тбилиси на Сабурталинском кладбище.

## Семья
Муж — Кахи Давидович Кавсадзе (1935—2021), советский и грузинский актёр театра и кино, Народный артист Грузинской ССР . Похоронен в Тбилиси на Сабурталинском кладбище рядом с женой.
- Дочь — Нанука, актриса тбилисского Театра имени Руставели.

- Сын — Ираклий, актёр, живёт в Вашингтоне (США).

## Фильмография
- 1958 — Последний из Сабудара — Теброле
- 1958 — Мамлюк — эпизод
- 1959 — Прошедшее лето — Лиана
- 1959 — День последний, день первый — Ламара
- 1961 — Жених без диплома — Нани
- 1963 — Маленькие рыцари — Русудан
- 1968 — Цвет граната — эпизод

## Память
Белла Мирианашвили уже при жизни стала иконой — не только для своего Кахи, но и для Грузии в целом. 
В 2018 году её имя объявили иконой стиля Недели моды Tbilisi Fashiow Week и посвятили ей целый сезон.

А история любви этой хрупкой и мудрой женщины и ее сильного, верного мужчины точно войдет в историю как один из лучших образцов этого странного чувства под названием любовь.— Любовь похожая на сон, или Трагичная история актера Кахи Кавсадзе // Sputnik, 2021
В июне 2019 года сакребуло города Тбилиси приняло решение о названии части улицы Лами в районе Чугурети именем Беллы Марианашвили.